# Dragpa Döndrub (Ganden tripa)
Dragpa Döndrub was een 19e-eeuws Tibetaans geestelijke. Hij was de tachtigste Ganden tripa van ca. 1870 tot ca. 1876 en daarmee de hoofdabt van het klooster Ganden en hoogste geestelijke van de gelugtraditie in het Tibetaans boeddhisme.
Dragpa Dondrub werd geboren in het zuiden van Amdo. Op jonge leeftijd schreef hij zich in bij het Gomang-college van het Drepungklooster. Hij volgde daar de vijf onderdelen van het geshe-curriculum volgens de Gelug-traditie en behaalde de hoogste graad Lharampa. Daarna ging hij naar het Gyume-college om tantra te studeren. Een aantal jaren na het afsluiten van zijn studies, na eerst diverse andere posten te hebben bekleed, werd hij abt van het Jangtse-college van het Gandenklooster. 
In 1864 had de persoonlijk assistent van de 12e Dalai lama, Pelden Dondrub, die abt was van het Shartse-college van Ganden, de nieuwe Regent in Tibet, Lobsang Khyenrab Wangchuk uitgedaagd. Deze was ook 76e Ganden tripa geweest. Pelden Dondrub trachtte de Regent aan de kant te schuiven en betwistte ook de autoriteit van de Dalai lama en de Pänchen lama. Daarbij genoot hij de steun van (een deel van) de monniken van het Drepungklooster en van het Shartse-college van Ganden. Het complot mislukte, Pelden Dondrub ontvluchtte Lhasa maar werd toch gedood. Een aantal monniken die bij het complot betrokken waren, werden gearresteerd, maar Dragpa Dondrub zou bij de Dalai lama en de Regent succesvol om hun vrijlating hebben verzocht. 
In 1870 of 1871 werd Dragpa Dondrub benoemd tot Ganden tripa, welke post hij gedurende de gebruikelijke termijn van zeven jaar bekleedde, tot 1876 of 1877. In deze periode was hij naast zijn andere taken ook tutor van de 12e Dalai lama, Trinley Gyatso (1857–1875).